# Simon Guillain
Pour les articles homonymes, voir Guillain.
Ne doit pas être confondu avec Simon Guillin.
Simon (Nicolas) Guillain, né en 1589 (baptisé le 15 juin 1589) à Paris où il est mort le 26 décembre 1658,, est un sculpteur français important (seul rival de Jacques Sarrazin, pendant le règne de Louis XIII).
Il est influencé par l'art baroque venu d'Italie, mais reste précurseur du classicisme français.

## Biographie
Né en juin 1589, Simon Guillain est l'élève de son père sculpteur Nicolas Guillain (1560-1639), dit  de Cambrai, comme il sera dit aussi. Il étudie également la sculpture en Italie, à Rome, peut-être auprès d'Alessandro Algardi.
De retour en France en 1612, il sera nommé sculpteur du roi en 1627. A l'exemple de son père avec qui il lui arrive de collaborer, il sculpte plusieurs monuments funéraires, par exemple :
- en 1624-1626, celui de Henri de Bourbon duc de Montpensier, dans la Sainte-Chapelle du château familial de Champigny-sur-Veude[5]. C'est la fille de celui-ci qui passe la commande, quatorze ans après la mort de son père[6].

- en 1627, celui d'Antoine Ruzé, marquis de Longjumeau, de Cinq-Mars, d'Effiat et de Chilly, seigneur de Beaulieu, surintendant des finances[7].
- en 1628, celui du tombeau des époux Charles Bailly et Chrestienne Leclerc du Vivier dans l'église du couvent des Carmes de Charenton (aujourd'hui à Versailles et au Louvre[8],[9]).
- en 1629-1630, celui de Charlotte-Catherine de La Trémoille, princesse de Condé, dans l'église du couvent de l'Ave Maria (aujourd'hui au Louvre)[10].

Il orne des églises parisiennes dont celle de la Sorbonne en 1635-1640, mais il n'en reste quasiment rien. En 1638, il reçoit la commande du plafond en stuc, toujours en place, du grand escalier monté par François Mansart au château de Blois.
Sous la régence d'Anne d'Autriche, il crée en bronze, en 1645-1647, les sculptures et statues de la famille royale pour le célèbre monument du Pont au Change (quatre éléments sont aujourd'hui au Louvre,,,).
En 1648, il participe à la création de l’Académie royale de peinture et de sculpture dont il est donc l'un des douze premiers professeurs (il en deviendra trésorier puis recteur).
Il est marguillier de l'église Saint-Nicolas-des-Champs en 1650-1652. Tout en possédant plusieurs maisons à la fin de sa vie, il habitait dans cette paroisse depuis des dizaines d'années, dans une maison à l'angle de la rue Saint-Martin et de la rue Maubuée.
Mort en 1658, à l'âge de soixante-neuf ans, Simon Guillain a eu de sa première épouse Hélène Delatte un fils homonyme (1618-1658), devenu graveur.
Quelques années après sa mort, l'historiographe de l'Académie dresse un portrait assez étonnant de l'homme : « Quand il marchoit dans les rues, il cachoit sous son habit un fléau [d'armes]. Il s'en servoit avec une dextérité et une vigueur sans pareilles ».

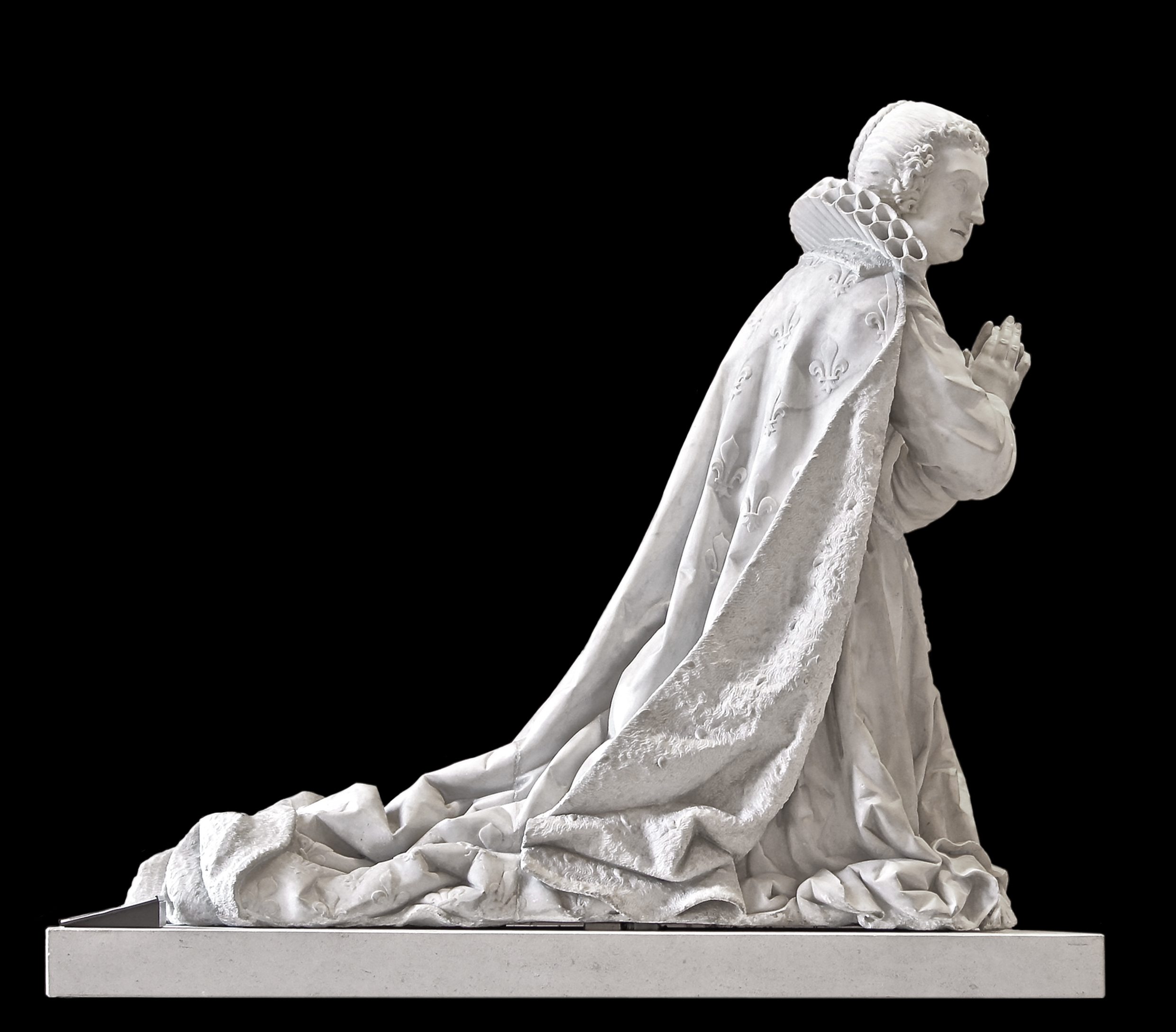
Charlotte- Catherine de la Trémoille de Condé (au Louvre)
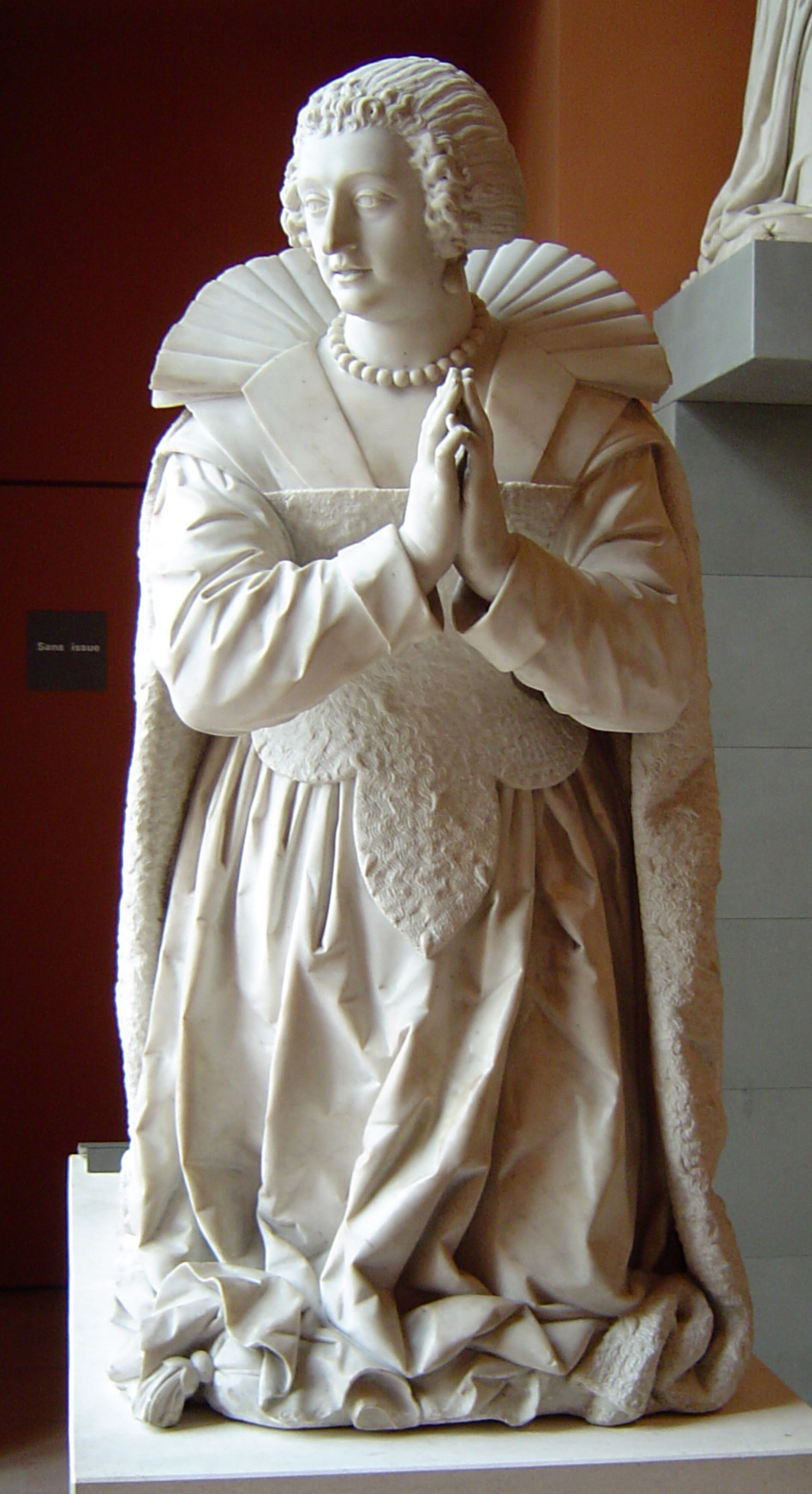
Charlotte-Catherine de La Tremoille de Condé (au Louvre)
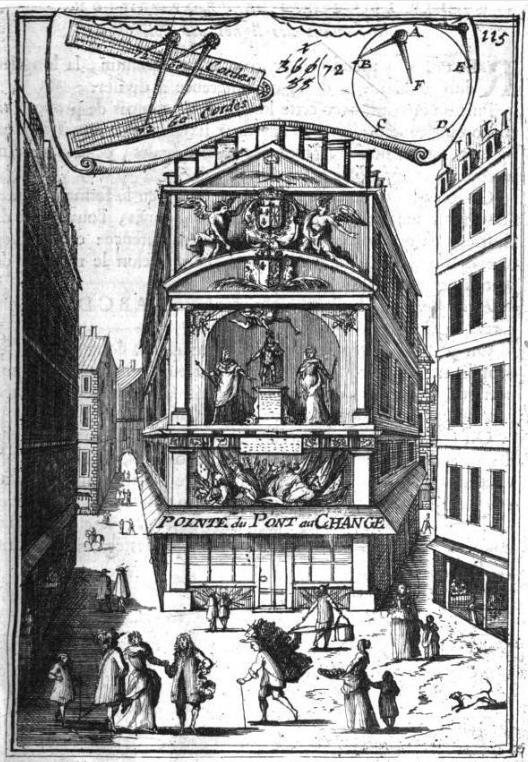
Monument royal du Pont au change, vers 1700
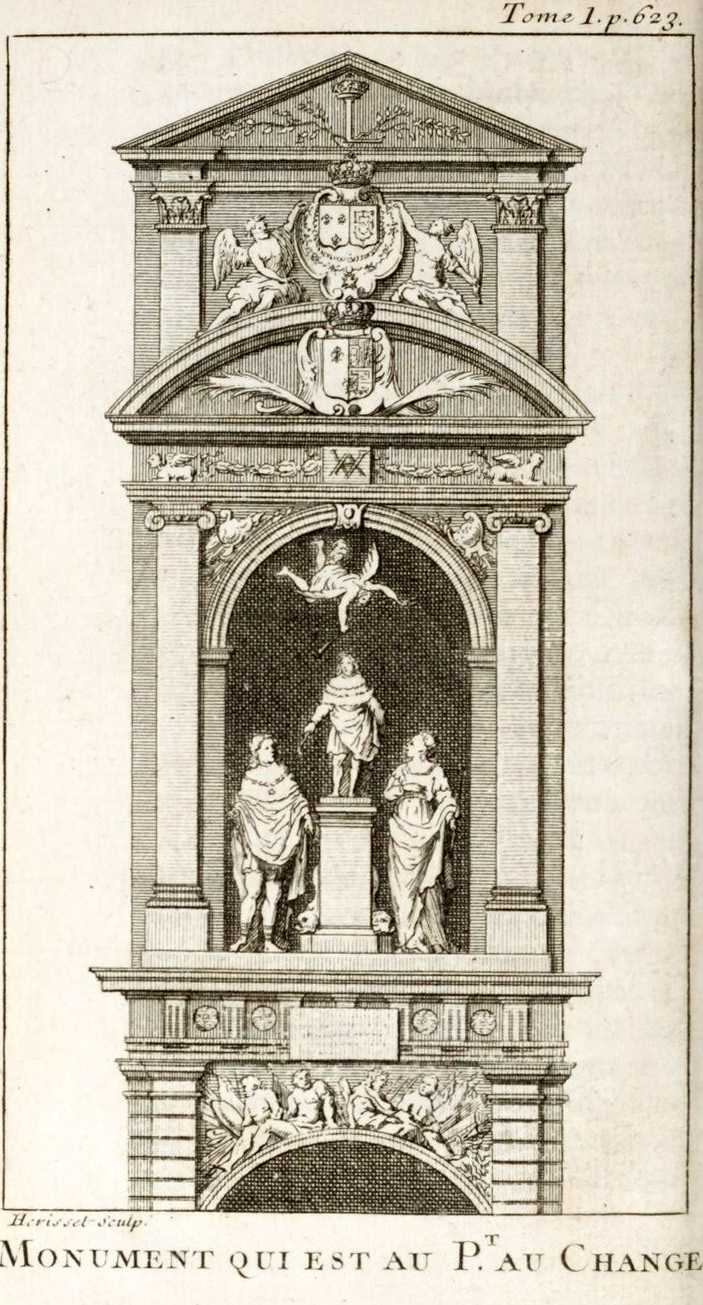
Monument royal du Pont au change, vers 1740

## Élèves
- Michel Anguier (1612-1686)[19].
- Gilles Guérin (1611-1678).
- Pierre Hutinot (1616-1679).